# Magomero
Magomero était un village du Malawi, situé dans l'actuel district de Chiradzulu, région Sud, aujourd'hui disparu. Il est connu pour avoir abrité la première implantation au Malawi d'une (éphémère) mission de l'Universities' Mission to Central Africa inspirée par David Livingstone en 1861. Magomero est aussi connu pour avoir été, en 1915, l'épicentre [sic] d'une révolte de la population, menée par John Chilembwe, contre les lois coloniales du Nyassaland,,,.